# خداحافظ دختر شیرازی
خداحافظ دختر شیرازی فیلمی به کارگردانی و نویسندگی افشین هاشمی و تهیه‌کنندگی فرشته طائرپور ساختهٔ سال ۱۳۹۷ است.
این فیلم که اقتباسی از فیلمنامه نیل سایمون با نام «دختر خداحافظی» است در تاریخ ۱۳ آذر ۱۳۹۸ در سینماهای ایران اکران شده‌است.

## بازیگران
| بازیگر        | نقش                   |
| شبنم مقدمی    | شبنم پیروزی           |
| افشین هاشمی   | نسیم کارونی           |
| آیسان حداد    | نازی                  |
| مونا فرجاد    | کافه دار شیرازی       |
| حسین محب‌اهری  | کارگردان سریال        |
| شهرام مسعودی  | دستیار کارگردان سریال |
| مجید رحمتی    | سروان رضایی شیرازی    |
| احسان بیات‌فر  | همکار تآتر            |
| ونوس شمس      | نیلوفر                |
| رؤیا تیموریان | عمه خورشید            |
| حسین یاری     | مرد موقر              |
| هدایت هاشمی   | بازیگر بد             |
| هومن برق‌نورد  | مرد فرنگی             |
| رسول صدرعاملی | رسول صدر عاملی        |